# Sacculina hystrix
Sacculina hystrix is een krabbezakjessoort uit de familie van de Sacculinidae. De wetenschappelijke naam van de soort is voor het eerst geldig gepubliceerd in 1925 door Van Kampen & Boschma.